# SN 2011N
SN 2011N – supernowa typu Ic odkryta 20 stycznia 2011 roku w galaktyce E120-G16. W momencie odkrycia miała maksymalną jasność 17,80m.